# 展坪镇
展坪镇，原为展坪乡，是中国江西省抚州市临川区所辖的一个乡。2018年撤乡设镇。区划代码改为361002119。

## 行政区划
展坪镇现辖：
展坪村、占坊村、下余村、马家村、石港村、山下村、茶山村、占源村、南塘村、祝岗村和端溪村。